# Хогі Кармайкл
Гоуґленд Говард Кармайкл (англ. Howard Hoagland "Hoagy" Carmichael; 22 листопада 1899 — 27 грудня 1981) — американський музикант, композитор, автор пісень, актор і юрист. Кармайкл був одним із найуспішніших авторів пісень «Тін Пен Еллі» 1930-х років і був одним із перших авторів-виконавців у епоху засобів масової інформації, які використовували нові комунікаційні технології, такі як телебачення, електронні мікрофони та звукозаписи.
Кармайкл написав кілька сотень пісень, у тому числі 50, які досягли статусу хітів. Він найбільш відомий тим, що написав музику до «Stardust», «Georgia on My Mind» (слова Стюарта Горрелла ), «The Nearness of You » та « Heart and Soul» (у співпраці з автором слів Френка Лоссера ), чотирьох з найбільш видаваних американських пісень усіх часів.  Він також співпрацював із автором слів Джонні Мерсером над «Lazybones» і «Skylark». «Ole Buttermilk Sky» Кармайкла був номінантом на премію «Оскар» у 1946 році за фільм Прохід каньйону, у якому він зіграв музиканта верхи на мулі. «In the Cool, Cool, Cool of the Evening» на слова Мерсера отримала премію «Оскар» за найкращу оригінальну пісню в 1951 році. Кармайкл також знявся як персонаж-актор і музичний виконавець у 14 фільмах, вів три музично-естрадні радіопрограми, виступав на телебаченні та написав дві автобіографії.